# Union sportive Côte Vermeille
Maillots
L'Union sportive Côte Vermeille est un club français de rugby à XV fondé en 1901 et représentant les villes de Port-Vendres, Banyuls-sur-Mer, Cerbère et Collioure situées dans le sud-est des Pyrénées-Orientales, dans le canton et la communauté de communes de la Côte Vermeille.
Le club évolue en Fédérale 3 pour la saison 2021-2022.

## Historique
Après sa défaite en demi-finale du Championnat de France de deuxième division en 1951 contre le FC Grenoble futur champion de France de 2e division, le club accède à la première division pour la saison 1951-1952 avec les clubs de Grenoble, Aurillac, Boucau Stade, Céret, La Voulte sportif, RC Chalon, Saint-Jean-de-Luz OR, SC Graulhet, SC Tulle, Stade bagnérais, Stade Dijonnais, Stade nantais, Stade niortais, Tours et l'US Metro.
Pour sa première saison dans l’élite du rugby français, il tombe dans la poule de ces deux voisins catalans, Céret et Perpignan.
Il reste jusqu’en 1956 en première division soit 5 saisons consécutives puis joue une dernière saison dans l’élite du rugby français en 1962.

## Palmarès
- Championnat de France de 3e division Excellence : 
  - Champion (2) : 1947 et 1949
- Challenge de l'Espérance :
  - Finaliste (1) : 1954